# 氨基鉀
胺基鉀是一個無機化合物，由鉀和胺基組成，化學式為KNH2。它是由一個鉀離子和氨的共軛鹼構成。它是一種黃褐色固體，可用來作為一種農藥。

## 制備
可由鉀和氨氣反應，即生成胺基鉀和氫氣
2 K  +  2 NH3  →  2 KNH2  +  H2：
氫化鉀和氨氣反應，也可生成胺基鉀：
KH  +  NH3  →  KNH2  +  H2